# Pterobryon australiense
Pterobryon australiense là một loài rêu trong họ Pterobryaceae. Loài này được Dixon mô tả khoa học đầu tiên năm 1948.